# Reacción nuclear en cadena

Esquema de una reacción en cadena de una fisión nuclear. 1- Un átomo de uranio 235 absorbe un neutrón, que se divide en dos nuevos átomos (productos de fisión), deja libres tres nuevos neutrones y cierta energía. 2- Un átomo de uranio 238 absorbe a uno de los neutrones, y no continúa la reacción. Otro neutrón simplemente se pierde e igualmente no continúa la reacción. Sin embargo, un neutrón entra en colisión con un átomo de U 235, que se divide y libera dos neutrones y energía de enlace. 3- Estos dos neutrones colisionan con dos átomos de U 235, los cuales se dividen y liberan de uno a tres neutrones, que continúan la reacción.

Una reacción nuclear en cadena es una reacción nuclear que se sostiene en el tiempo al provocar un neutrón la fisión de un átomo fisible, lo cual liberan varios neutrones, que a su vez causan otras fisiones.
Esta reacción en cadena solo se produce si al menos uno de los neutrones emitidos en la fisión es apto para provocar una nueva fisión 
Las reacciones en cadena involucran al menos dos intermediarios altamente reactivos, los cuales pueden ser átomos o radicales, conocidos como acarreadores de cadena y generalmente tienen ecuaciones cinéticas complicadas con órdenes fraccionarios. Las reacciones en cadena ocurren en etapas conocidas como: Iniciación, Propagación, Terminación. En algunos casos puede también haber una etapa de inhibición.

## Historia
El concepto de reacción nuclear en cadena fue acuñado por el físico húngaro Leó Szilárd en 1933, quien el año siguiente patentó su idea de realizar un reactor nuclear sencillo.
El físico soviético Nikolái Semiónov postuló la teoría de reacción química total en cadena, en 1934. La idea de las reacciones en cadena, desarrollada por Semiónov, es la base de varias tecnologías que utilizan incineración de mezcla de gases. Esta idea también se usó para construcción de reactores nucleares.
En 1936, Szilárd intentó –sin éxito– crear una reacción en cadena usando berilio e indio. En 1939, Szilárd y Enrico Fermi descubrieron la multiplicidad de neutrones en el uranio y demostraron que una era efectivamente posible. Este descubrimiento motivó a Albert Einstein a escribir una carta al presidente Franklin D. Roosevelt, en la cual se le advertía de la posibilidad de que la Alemania nazi estuviera intentando construir una bomba atómica.
Enrico Fermi creó el primer reactor nuclear en cadena autosostenible, denominado Chicago Pile-1 (CP-1), en una cancha de tenis, bajo las gradas del Stagg Field, de la Universidad de Chicago, el 2 de diciembre de 1942. El experimento de Fermi en esta universidad fue parte de las instalaciones del laboratorio de metalurgia de Arthur H. Compton, el cual fue parte del Proyecto Manhattan.
En 1956, Paul Kuroda, de la Universidad de Arkansas, postula que un reactor de fisión natural habría podido existir alguna vez. Dado que las reacciones nucleares en cadena sólo requieren materiales naturales (como agua y uranio), es posible que estas reacciones se produzcan cuando exista una combinación adecuada de materiales de la corteza terrestre. El descubrimiento de pruebas de reactores nucleares naturales autosostenibles en el reactor nuclear natural de Oklo, Gabón (África), en septiembre de 1972, verificó la predicción de Kuroda.

## Reacción en cadena (por fisión)
Las reacciones de fisión en cadena se producen debido a interacción de neutrones e isótopos fisionables, como el 235U. Este tipo de reacción requiere liberación de neutrones de los isótopos fisionables sometidos a la fisión nuclear y a la subsiguiente absorción de algunos de estos neutrones en los isótopos fisionables.

## Reacción nuclear descontrolada
En las bombas nucleares, por el contrario, la reacción no está controlada, de modo que una vez iniciada prosigue hasta el agotamiento del material, lo que sucede en un tiempo muy corto. Sin embargo, es necesario que se produzca con una cantidad suficiente de combustible fisible–masa crítica.